# 扎波羅熱州
扎波羅熱州（羅馬化：Zaporizka oblast）是烏克蘭東南部的一個州，瀕臨亞速海。面積27,183平方公里，人口1,666,515人（2021年普查統計）。首府扎波羅熱。在2022年俄羅斯入侵烏克蘭中，部分地区被俄罗斯占领，并通过公投加入俄罗斯，但其合法性不被国际社会承认。

## 行政区划
在2020年乌克兰行政区划改革后，扎波羅熱州划分为5个区，每个区再下分为若干市镇。五个区为：
- 別爾江斯克區
- 梅利托波爾區
- 波洛希區
- 瓦西里夫卡區
- 扎波羅熱區

## 延伸閱讀
- （乌克兰語）

## 外部連結
- 官方网站 （乌克兰語）